# Malkajgiri
Malkajgiri är en ort i Indien.   Den ligger i distriktet Hyderābād och delstaten Telangana, i den centrala delen av landet, 1 300 km söder om huvudstaden New Delhi. Malkajgiri ligger 536 meter över havet och antalet invånare är 150 000.
Terrängen runt Malkajgiri är platt. Runt Malkajgiri är det mycket tätbefolkat, med 1 692 invånare per kvadratkilometer. Närmaste större samhälle är Hyderabad, 10,2 km sydväst om Malkajgiri. Runt Malkajgiri är det i huvudsak tätbebyggt.